# Grobnik
Grobnik es una localidad de Croacia en el municipio de Čavle, condado de Primorje-Gorski Kotar.

## Geografía
Se encuentra a una altitud de 435 m s. n. m. a 157 km de la capital nacional, Zagreb.

## Demografía
En el censo 2011 el total de población de la localidad fue de 421 habitantes.
| Gráfica de población de Grobnik 1857-2011                           |
|                                                                     |
| Según los censos de población de la oficina estadística de Croacia. |